# 圆凸齿鱼龙属
圆凸齿鱼龙属（学名：Phalarodon）是鱼龙目混鱼龙科已灭绝的一个属，生存于三叠纪中期（2.472至2.42亿年前）。其学名源自古希腊语φάλαρα（phálara，指头盔颊板上的圆形凸出物）及odon（牙齿）。自1910年首次命名以来，该属的分类便混乱不堪，不同研究者将其所含物种归入不同属，或直接将其当作疑名。现已鉴别出三个物种，但过去还有更多物种被命名。

## 发现及历史

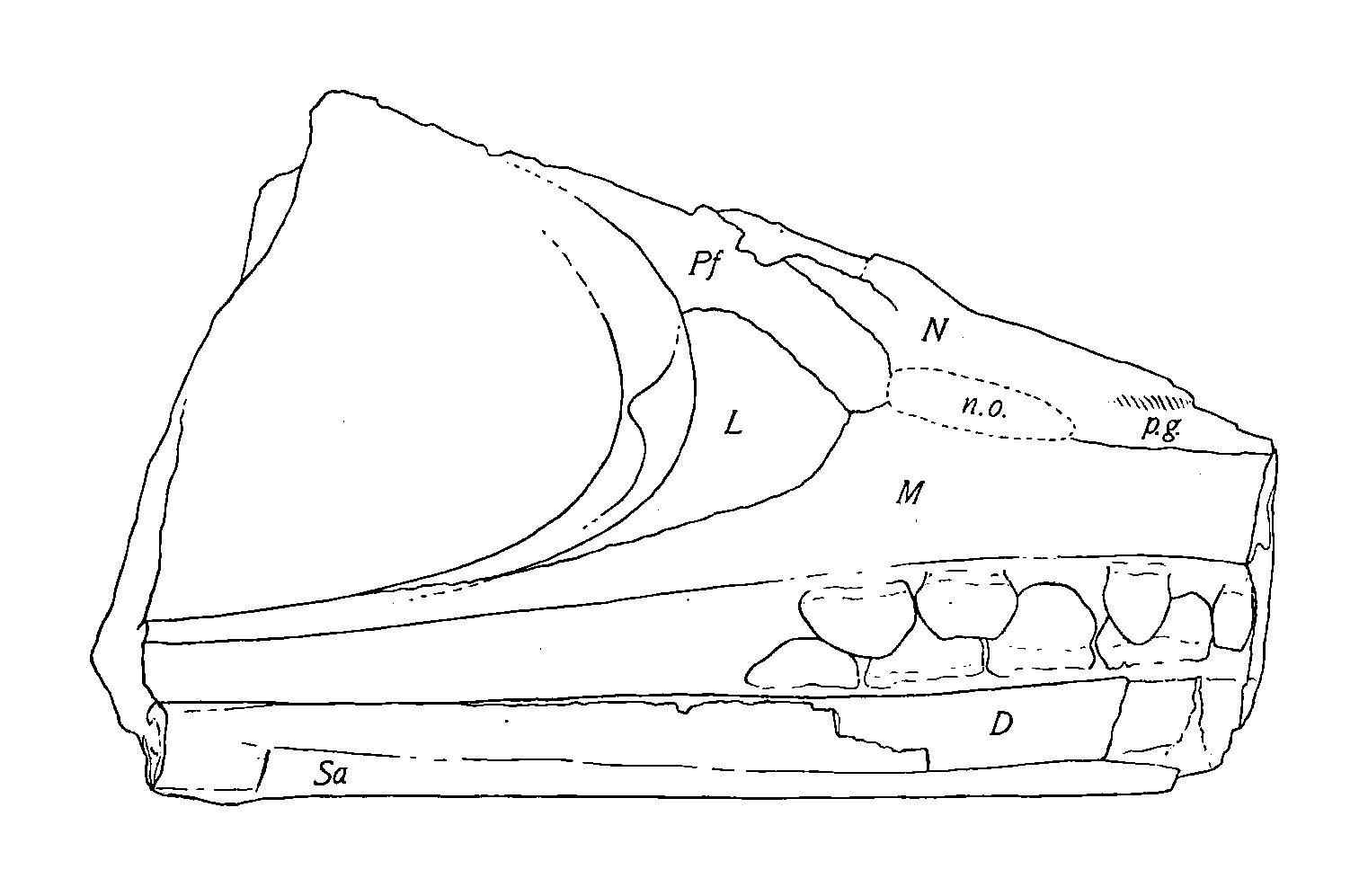
弗氏圆凸齿鱼龙正模颅骨

弗氏圆凸齿鱼龙（Phalarodon fraasi）正模标本由颅骨和几块颌骨碎片组成，由约翰·坎贝尔·梅里亚姆从内华达州西洪堡岭的化石山收集并于1910年描述。后来又在中国贵州省及挪威斯瓦尔巴群岛发现该物种的化石。2004年，一项对混鱼龙科已知材料的重新研究提出，弗氏圆凸齿鱼龙及其它混鱼龙科物种均应归入混鱼龙属。
始祖圆凸齿鱼龙（Phalarodon atavus）发现于德国旧亨施泰特下壳灰岩统，原由奎恩施泰特于1852年自德国及中国的中三叠世岩层描述为始祖鱼龙（Ichthyosaurus atavus）。:671998年对正模材料的重新研究发现其缺乏鉴别特征，故指定新模标本并描述为新属对接头龙（Contectopalatus）。后期研究对新模标本予以否认，并将圆凸齿鱼龙和对接头龙全部归入混鱼龙属。该观点后被推翻，但两个属仍维持合并。中国云南省中三叠世罗平动物群还发现了始祖圆凸齿鱼龙的其它标本。
卡氏圆凸齿鱼龙（Phalarodon callawayi）发现于内华达奥古斯塔山脉法夫雷特组的化石山段，最初被描述为卡氏混鱼龙（Mixosaurus callawayi），后重新分类为圆凸齿鱼龙的一个种。该物种亦发现于斯瓦尔巴群岛及不列颠哥伦比亚省。
该属历史上还有其他物种被命名，但目前仅有三种被认为有效。瑞士贝萨诺组发现了疑似标本，被鉴定为圆凸齿鱼龙未定种（Phalarodon sp.）。

## 描述

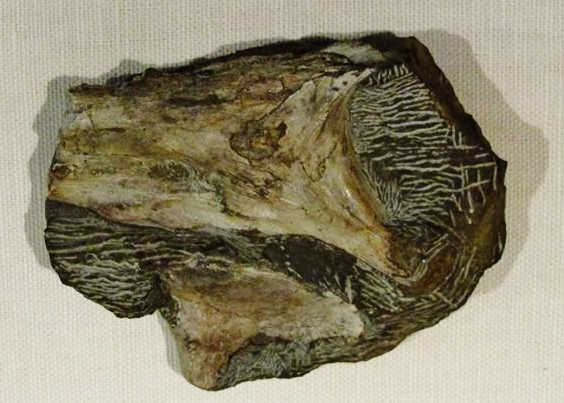
德国发现的始祖圆凸齿鱼龙标本

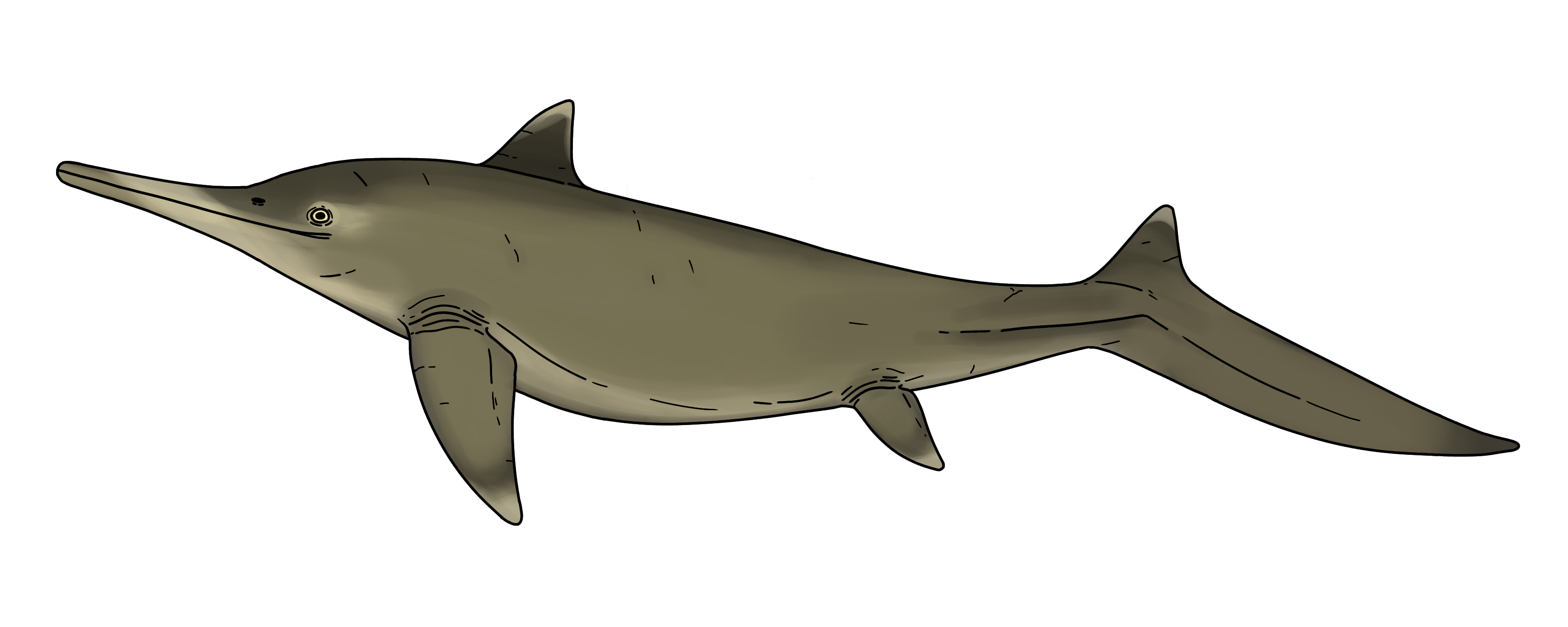
始祖圆凸齿鱼龙复原图

圆凸齿鱼龙拥有典型的混鱼龙科体型，与后来的侏罗纪鱼龙相比身体较长。许多标本仅含颅骨材料，故本属许多自衍征均基于颅骨及颌骨形态。其中包括顶骨形成矢状嵴重要部分、上颌骨缺乏齿槽及鼻区有明显的鼻部骨板。鉴于并非所有物种的颅后保存程度皆相同，故该部位特征仅有少数被鉴别出来，提出的鉴别特征包括细长的肱骨（始祖圆凸齿鱼龙化石中未保存）及第五掌骨前缘有一道缺刻（卡氏圆凸齿鱼龙化石中未保存）。
2000年，迈施与马茨凯提出对接头龙（现为始祖圆凸齿鱼龙）是种大型混鱼龙科，并算出颅骨长度为40（1英尺4英寸）。两人根据颌骨碎片估计自己归入该物种的另一标本尺寸更大，颅骨长70—80（2.3—2.6英尺）、全身长4.5—5（15—16英尺）左右。然而，麦高文与藻谷（2003年）指出这些材料过于破碎而无法作出可靠估计及分类，并认为该物种是一类小型混鱼龙科，体型与1（3.3英尺）长的科纳利混鱼龙（Mixosaurus cornalianus）相仿。:67

## 古生物学

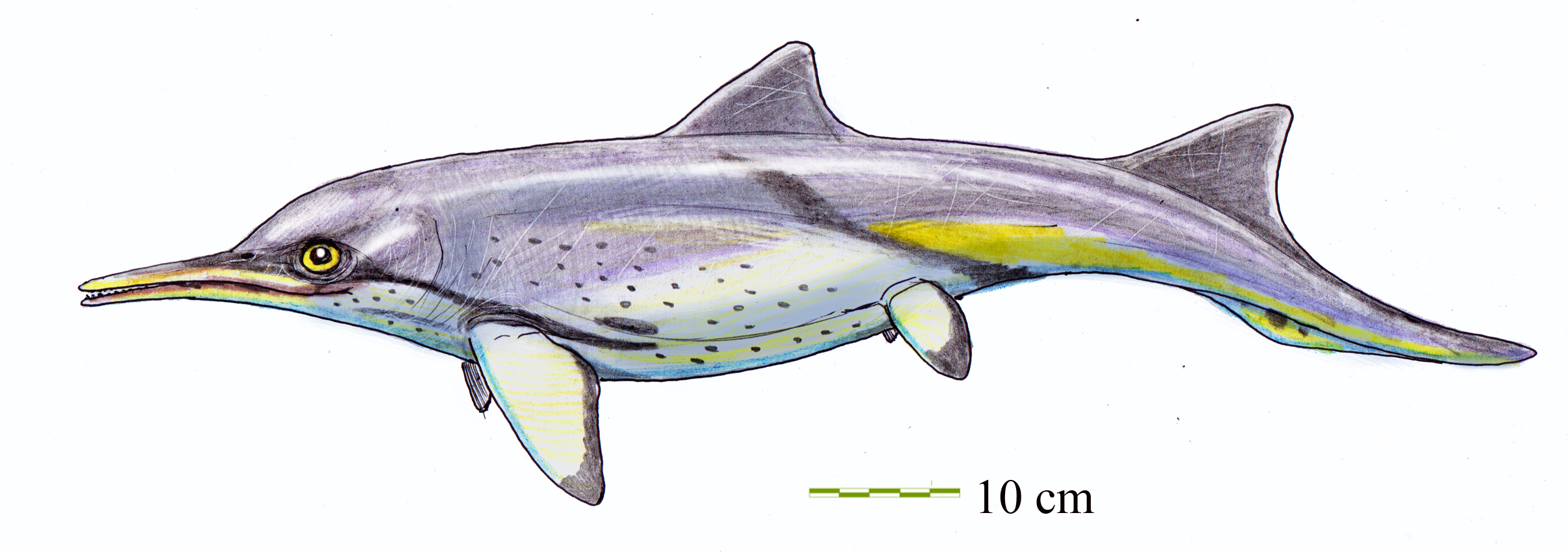
复原图

2000年发现始祖圆凸齿鱼龙（即始祖对接头龙）颅骨形态显示其具有强大的咬合力。此结论与该物种独特的牙齿相符，表明始祖圆凸齿鱼龙及其它混鱼龙科对特定摄食生态位高度特化。鉴于鱼龙遗骸多为二维保存，这种结论一般很难得出。
中国发现的一具保存完好的始祖圆凸齿鱼龙标本，表明该物种善于游泳且能够穿越特提斯洋，因为中德两国均发现过此物种，但当时分别位于特提斯洋两岸。
卡氏种与弗氏种均发现于法弗雷特组化石山段，不仅彼此共享同一生态系统，还与包括鱼龙类的杯椎鱼龙和大眼鱼龙及鳍龙超目的奥古斯塔龙在内的其它几种海洋爬行动物共享生态系统。